# 阿姆施泰滕 (巴登-符腾堡州)
阿姆施泰滕是德国巴登-符腾堡州的一个市镇。总面积49.80平方公里，总人口3947人，其中男性1992人，女性1955人（2011年12月31日），人口密度79人/平方公里。